# Mirko Kokotović
Miroslav „Mirko” Kokotović (serb. Милослав „Мирко” Кокотовић, ur. 15 kwietnia 1913 w Lukavacu, zm. 15 listopada 1988 w Zagrzebiu) – jugosłowiański piłkarz narodowości serbskiej występujący na pozycji pomocnika, reprezentant Jugosławii (1931–1939) i Chorwacji (1940–1944), trener piłkarski.

## Kariera klubowa
Grę w piłkę nożną rozpoczął w 1926 roku w zespołach młodzieżowych klubu NK Maksimir z Zagrzebia, w którym umieścili go działacze Građanskiego Zagrzeb. W 1929 roku, w wieku 16 lat, rozpoczął karierę na poziomie seniorskim w Građanskim. W debiucie w meczu towarzyskim przeciwko Budai 33 zdobył bramkę bezpośrednio z rzutu rożnego. W 1930 roku zaczął otrzymywać powołania do reprezentacji Zagrzebia, w której występował regularnie, łącznie notując 40 występów. W maju 1936 roku zdobył gola w wygranym 5:1 towarzyskim spotkaniu przeciwko Liverpool FC, dla którego była to pierwsza porażka z zespołem spoza Zjednoczonego Królestwa. W sezonach 1936/37 i 1939/40 wywalczył w barwach Građanskiego mistrzostwo Jugosławii. Triumfował również w nieoficjalnych rozgrywkach o mistrzostwo Hrvatsko-Slovenskej Ligi (1939/40) i Niepodległego Państwa Chorwackiego (1943) oraz o Puchar Króla Aleksandra (1938) i Puchar HNS (1941).
W czerwcu 1945 roku Związek Komunistów Jugosławii z przyczyn politycznych rozwiązał Građanskiego i zniszczył jego archiwa w odwecie za udział w utworzonej przez Ustaszy lidze chorwackiej. Trzy dni po tym, przy aprobacie władz komunistycznych, część byłych piłkarzy i działaczy założyła Dinamo Zagrzeb, który uznany został za spadkobiercę tradycji jego poprzednika. Kokotović mianowany został pierwszym w historii kapitanem zespołu. W 1946 roku wygrał z Dinamem mistrzostwo Zagrzebia, dzięki czemu uzyskał prawo gry w Prvej Lidze Jugoslavije w inauguracyjnym sezonie 1946/47, zdobywając wicemistrzostwo kraju. W sezonie 1947/48 wywalczył tytuł mistrza Jugosławii, pełniąc funkcję grającego asystenta trenera Karla Mütscha. Jesienią 1948 roku zakończył karierę piłkarską.

## Kariera reprezentacyjna

### Reprezentacja Jugosławii
2 października 1931 zadebiutował w reprezentacji Jugosławii w przegranym 0:2 spotkaniu z Turcją w ramach Balkan Cup 1931. W czerwcu 1933 roku uzyskał hat trick w meczu przeciwko Bułgarii (4:0) w Balkan Cup 1933, zdobywając tym samym pierwsze bramki w drużynie narodowej. Ogółem w latach 1931–1939 rozegrał w reprezentacji Jugosławii 23 oficjalne występy i strzelił 4 gole.
Bramki w reprezentacji
| LP | Data             | Miejsce                            | Przeciwnik | Bramka | Rezultat | Ranga meczu     |
| -- | ---------------- | ---------------------------------- | ---------- | ------ | -------- | --------------- |
| 1. | 7 czerwca 1933   | Stadionul ONEF, Bukareszt          | Bułgaria   | 1:0    | 3:1      | Balkan Cup 1933 |
| 2. | 7 czerwca 1933   | Stadionul ONEF, Bukareszt          | Bułgaria   | 3:0    | 3:1      | Balkan Cup 1933 |
| 3. | 7 czerwca 1933   | Stadionul ONEF, Bukareszt          | Bułgaria   | 4:0    | 3:1      | Balkan Cup 1933 |
| 4. | 25 września 1938 | Stadion Wojska Polskiego, Warszawa | Polska     | 2:2    | 4:4      | Mecz towarzyski |

### Reprezentacja Chorwacji
Po uformowaniu w obrębie Królestwa Jugosławii jednostki administracyjnej pod nazwą Banowina Chorwacji, utworzono piłkarską reprezentację Chorwacji, w której zadebiutował 2 kwietnia 1940 w meczu przeciwko Szwajcarii (4:0), pełniąc rolę kapitana zespołu. Po przejęciu władzy przez Ustaszy w 1941 roku, mimo serbskiego pochodzenia, ze względu na jego zasymilowanie i lojalność wobec reżimu zezwalano mu na grę w drużynie narodowej i zachowanie funkcji kapitańskiej. Łącznie w latach 1940–1944 zanotował w reprezentacji Chorwacji oraz Niepodległego Państwa Chorwackiego 15 spotkań, w których strzelił 2 bramki.
Bramki w reprezentacji
| LP | Data           | Miejsce                  | Przeciwnik | Bramka | Rezultat | Ranga meczu     |
| -- | -------------- | ------------------------ | ---------- | ------ | -------- | --------------- |
| 1. | 6 czerwca 1943 | Tehelné pole, Bratysława | Słowacja   | 1:0    | 3:1      | Mecz towarzyski |
| 2. | 6 czerwca 1943 | Tehelné pole, Bratysława | Słowacja   | 3:1    | 3:1      | Mecz towarzyski |

## Kariera trenerska
W 1947 roku, po odejściu Mártona Bukoviego, przez 8 miesięcy prowadził Dinamo Zagrzeb jako grający trener. W sezonie 1947/48 był grającym asystentem trenera Karla Mütscha i zdobył z Dinamem mistrzostwo Jugosławii. Po definitywnym zakończeniu kariery zawodniczej, trenował w latach 1949–1959 NK Lokomotiva Zagrzeb, NK Varteks, HNK Segesta, NK Kozara Slavonski Brod oraz NK Odred Lublana. W 1960 roku zatrudniono go na stanowisku szkoleniowca FK Borac Banja Luka. W sezonie 1960/61 uzyskał pierwszy w historii klubu awans do Prvej Ligi Jugoslavije, z której spadł po sezonie 1961/62.
W lipcu 1962 roku został mianowany trenerem Fenerbahçe SK, z którym w sezonie 1963/64 zdobył mistrzostwo Turcji oraz osiągnął finał Pucharu Turcji 1962/63, w którym jego klub uległ w dwumeczu Galatasaray SK (1:2, 1:2). W Pucharze Zdobywców Pucharów 1963/64 dotarł do ćwierćfinału, w którym Fenerbahçe odpadło z MTK Budapest FC po trzecim, dodatkowym meczu rozegranym na Stadio Olimpico w Rzymie. Latem 1964 roku przejął AEK Ateny, z którym w sezonie 1964/65 zdobył wicemistrzostwo Grecji, dotarł do ćwierćfinału Pucharu Grecji i odpadł w I rundzie Pucharu Zdobywców Pucharów z Dinamem Zagrzeb (2:0, 0:3). Wygrywając pierwsze spotkanie w Atenach AEK odniósł pierwsze zwycięstwo w rozgrywkach europejskich pod egidą UEFA. W czerwcu 1965 roku, mimo przychylności stowarzyszenia kibiców, zarząd zatrudnił w jego miejsce Trifona Dzanetisa. W sezonie 1965/66 Kokotović prowadził drugoligowy zespół GS Diagoras Rodos, z którym zajął 2. miejsce w tabeli grupy B. Pod koniec lat 60. pracował jako szkoleniowiec Veležu Mostar (Prva Liga Jugoslavije) oraz Austrii Klagenfurt (Nationalliga). Po spadku Austrii do Regionalligi w sezonie 1969/70 zakończył karierę trenerską.

## Życie prywatne
Urodził się w 1913 roku w miejscowości Lukavac w serbskiej rodzinie. Był wyznania prawosławnego. W 1925 roku przeprowadził się do Zagrzebia, gdzie mieszkała czwórka jego rodzeństwa. 15 listopada 1988 po meczu oldbojów na Stadionie Maksimir zmarł na atak serca podczas kąpieli pod prysznicem. Został pochowany w rodzinnej mogile na Cmentarzu Mirogoj.

## Sukcesy

### Jako piłkarz
Građanski Zagrzeb
- mistrzostwo Jugosławii: 1936/37, 1939/40

Dinamo Zagrzeb
- mistrzostwo Jugosławii: 1947/48

### Jako trener
Dinamo Zagrzeb
- mistrzostwo Jugosławii: 1947/48

Fenerbahçe SK
- mistrzostwo Turcji: 1963/64